# Bosporská říše
Bosporská říše neboli Bosporské království (starořecky Βασίλειον τοῦ Κιμμερικοῦ Βοσπόρου, Basileion tu Kimmeriku Bosporu; latinsky Regnum Bosporanum) bylo starověké helénistické království rozkládající se v severním Černomoří, okolo obou stran Bosporu Kimmer(ij)ského (dnes Kerčský průliv), tj. na východě poloostrova Krymu, protilehlém Tamaňském poloostrově a na východním pobřeží Azovského moře. Má počátky v první čtvrtině 5. století př. n. l., kdy se do té doby samostatné řecké kolonie (městské státy) na severních březích Černého moře spojily pod vedením rodu Archeanaktovců. 

## Dějiny

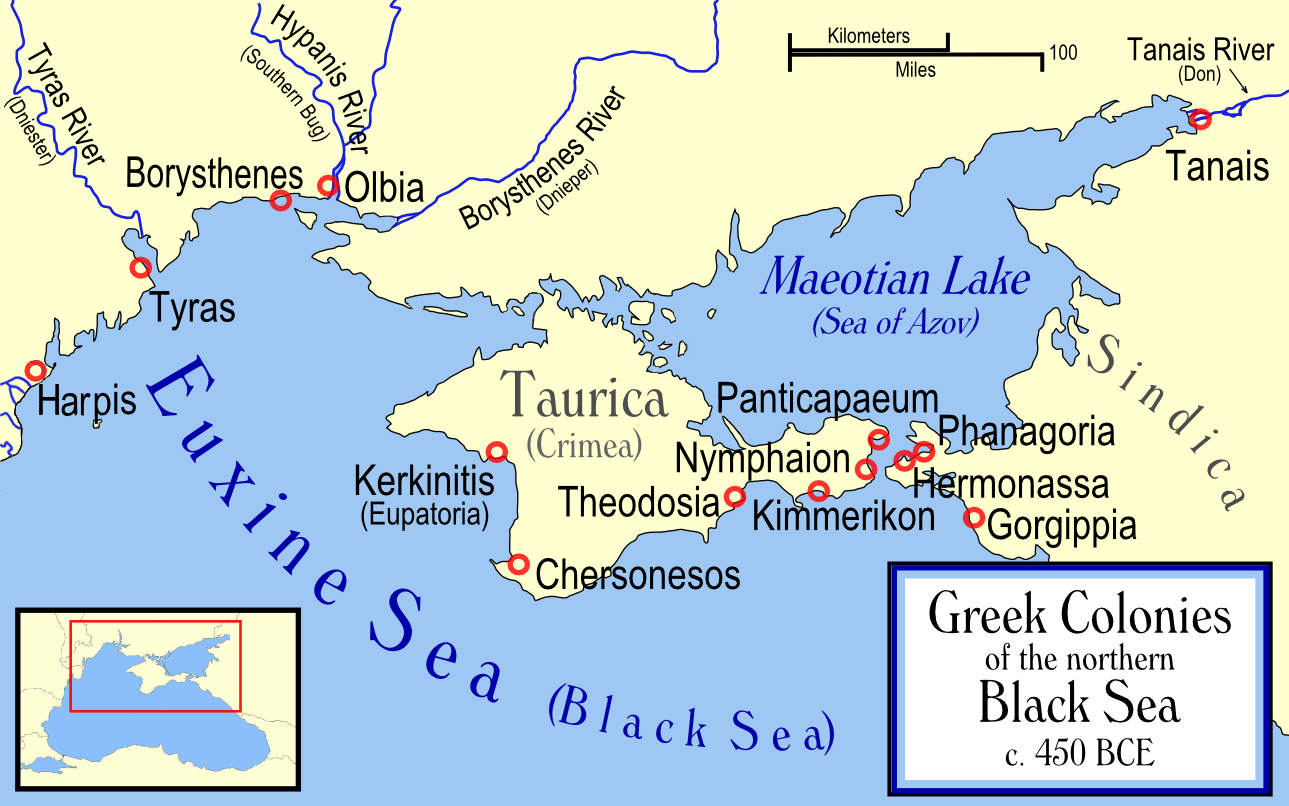
Pantikapaion a ostatní řecké obce na severním pobřeží Černého moře v polovině 5. století př. n. l.

Spojení jednotlivých řeckých obcí souvisí s rokem 480 př. n. l., kdy se Skythové, posílení neúspěchem předchozí výpravy perského krále Dareia I. proti sobě, pokusili využít zaneprázdněnosti Řeků obranou proti velké perské výpravě a severní černomořské řecké obce takto ponechané bez pomoci zničit.
Za vlastní založení státu se pokládá až nástup dalšího rodu, Spartokovců (snad thráckého původu) roku 438 př. n. l., jenž poté vedl expanzi především směrem na východ, kde se kol. 388 př. n. l. podařilo dobýt Sindické království, a též do vnitrozemí Krymu. Bosporská říše do sebe touto expanzí zahrnula i silnou složku původního domácího obyvatelstva, které se s řeckými kolonisty postupně smísilo a přejalo jejich řeč i kulturu, do níž však samo přispělo i vlastními barbarskými prvky (to vše se událo dlouho před výboji Alexandra Velikého, proto je Bospor označován za jeden z nejstarších helénistických států). Bosporští panovníci užívali původem řecký titul archonta (voleného vládce) a silně se orientovali na řecký svět. Ve vlastním starověkém Řecku, zejména v Athénách, byl bosporský stát znám jako významný obchodní partner, přednostní dodavatel obilí i drahých kovů a odběratel řemeslných výrobků. Řekové též oceňovali pravidelná tažení bosporského loďstva proti pirátům.
Na konci 2. století př. n. l. se zesláblé království poddalo Pontské říši krále Mithridata VI., po jehož definitivní porážce Římem (63 př. n. l.) vládli na Bosporu jeho potomci. Roku 14 se nakonec Bospor stal klientským státem římské říše a do značné míry s ní sdílel její politicko-kulturní osudy, včetně příchodu křesťanství. Jakožto předsunutá severovýchodní výspa klasického antického světa se bosporský stát stal v 70. letech 4. století také první obětí nájezdů Hunů, jimiž byla zahájena epocha stěhování národů. Jednotlivé obce bývalého království se svou řecko-římskou provinciální kulturou však přežily tyto události ještě mnoho staletí poté a staly se v raném středověku ohnisky kulturní výměny a inspirace pro následné státní útvary v oblasti, např. Staré Velké Bulharsko, Chazarský chanát i Kyjevskou Rus.